# Ameen Saleem

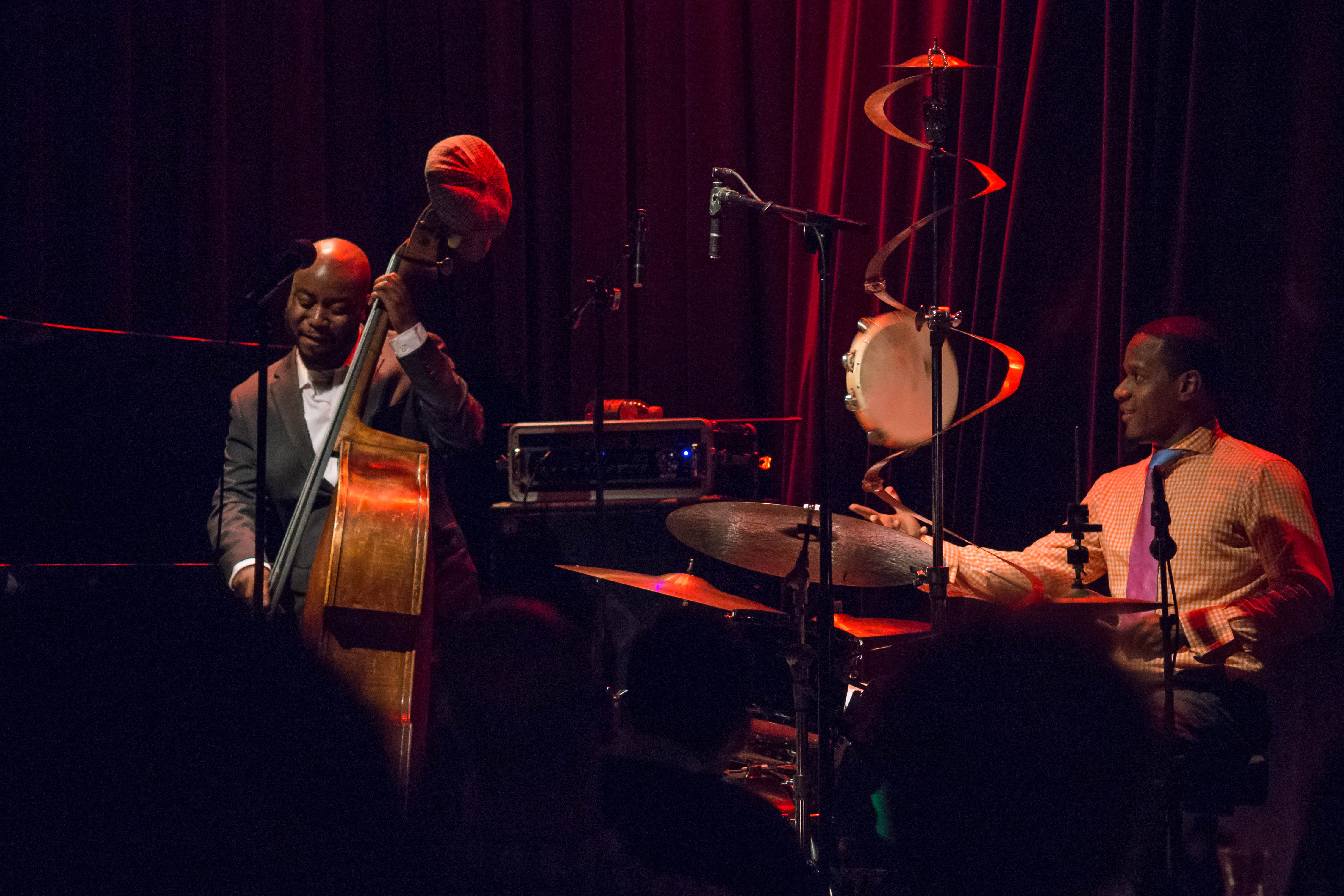
Ameen Saleem (links) und Quincy Phillips (am Schlagzeug) mit dem Roy Hargrove Quintetim Jazzclub Dimitriou's Jazz Alley (2013)

Ameen Saleem (* 2. Juli 1979 in Washington, D.C. ist ein US-amerikanischer Musiker (Kontrabass) des Modern Jazz.

## Leben und Wirken
Saleem  wuchs in Washington, DC auf und spielte zunächst Waldhorn. Er studierte Bass im Rahmen des District of Columbia Youth Orchestra und an der Duke Ellington School of the Arts (Abschuss 1997). Sein Bachelor-Studium schloss er 2001 mit Auszeichnung („magna cum laude“) an der North Carolina Central University ab; den Master erwarb er 2005 an der Aaron Copland School of Music (Queens College). Seitdem arbeitete er in der New Yorker Jazzszene u. a. mit Winard Harper (A Time for the Soul, 2003), im Farnell Newton/Marcus Reynolds Quintet, Alvin Atkinson, Jr., Roy Hargrove, Mamiko Watanabe, Simona Premazzi, Chris Parker, Eric Wyatt, Frank Lacy und Sullivan Fortner. 2013 nahm er mit Musikern wie Roy Hargrove, Stacy Dillard, Cyrus Chestnut und Gregory Hutchinson sein Debütalbum The Groove Lab auf. Saleem lebt in Rom, Italien. Im Bereich des Jazz war er laut Tom Lord zwischen 2003 und 2017 an 16 Aufnahmesessions beteiligt. Anfang 2020 leitete Saleem auch ein Quartett, dem Josh Evans (Trompete), Tadataka Unno (Piano) und Jason Brown (Schlagzeug) angehören.
Saleem schrieb Teile der Musik für den Spielfilm „Ohrensausen“ von Alessandro Aronadio.